# Giro dell'Emilia 1978
Il Giro dell'Emilia 1978, sessantunesima edizione della corsa, si svolse il 4 ottobre 1978 su un percorso di 226,6 km. La vittoria fu appannaggio dello svedese Bernt Johansson, che completò il percorso in 5h45'24", precedendo gli italiani Wladimiro Panizza e Silvano Contini.

## Ordine d'arrivo (Top 10)
| Pos. | Corridore           | Squadra                | Tempo    |
| ---- | ------------------- | ---------------------- | -------- |
| 1    | Bernt Johansson     | Fiorella-Citroën       | 5h45'24" |
| 2    | Wladimiro Panizza   | Vibor                  | s.t.     |
| 3    | Alfio Vandi         | Magniflex-Torpado      | s.t.     |
| 4    | Giuseppe Saronni    | Scic-Bottecchia        | a 1'26"  |
| 5    | Roberto Ceruti      | Mecap-Selle Italia     | s.t.     |
| 6    | Silvano Contini     | Bianchi-Faema          | s.t.     |
| 7    | Claudio Corti       | Zonca-Santini          | s.t.     |
| 8    | Stefano D'Arcangelo | Intercontinentale Ass. | s.t.     |
| 9    | Mario Beccia        | Sanson-Campagnolo      | s.t.     |
| 10   | Johan De Muynck     | Bianchi-Faema          | s.t.     |